# Honduras Britânicas nos Jogos Pan-Americanos de 1967
Belize competiu nos Jogos Pan-Americanos de 1967 em Winnipeg, Canadá ainda como Honduras Britânicas, de 23 de julho a 6 de agosto de 1967. Não conquistou medalhas na sua primeira participação.